# Xe điện ở Tychy

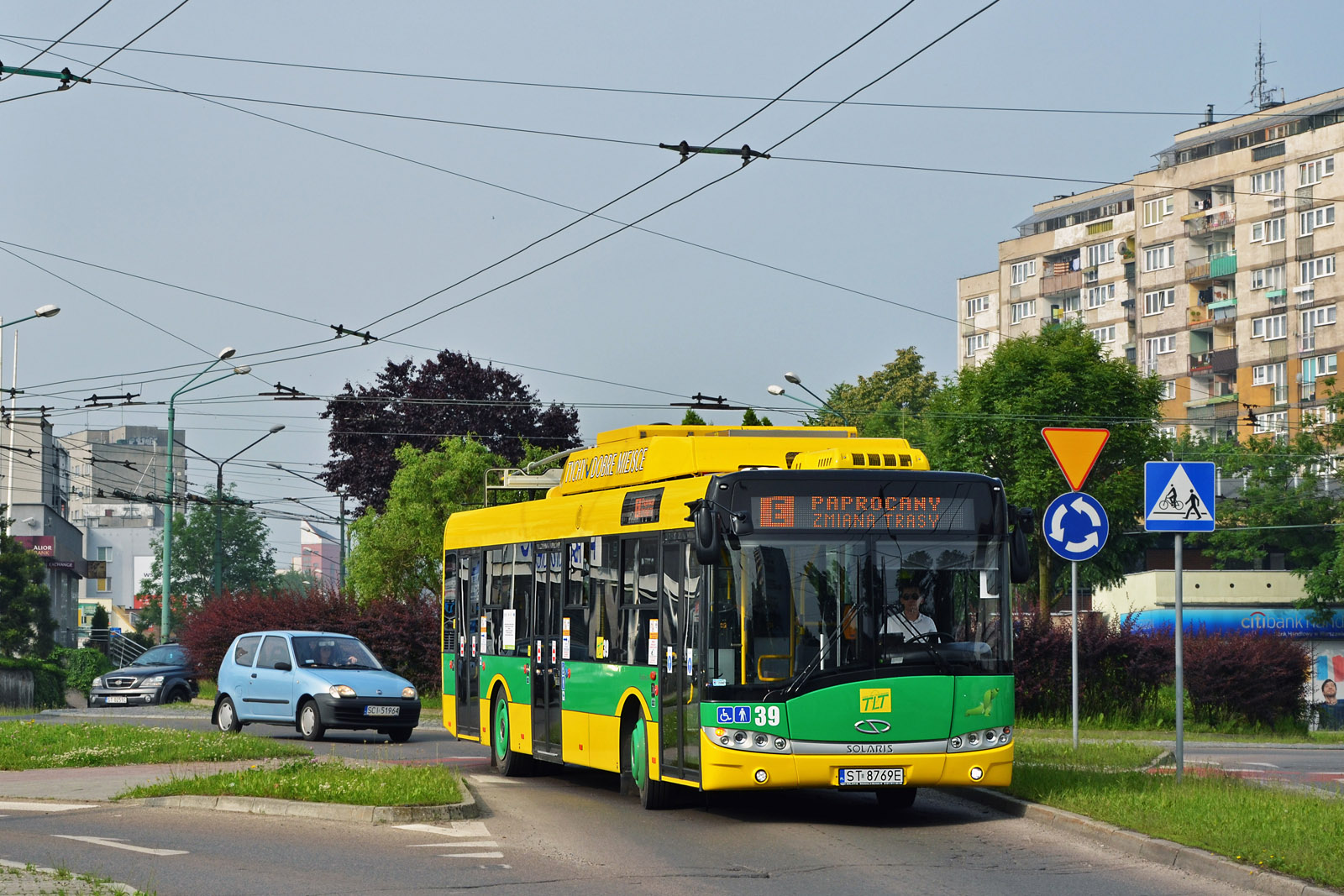
Solaris Trollino 12 trên line E về công suất tích lũy (trong khi lưu lượng chuyển hướng)

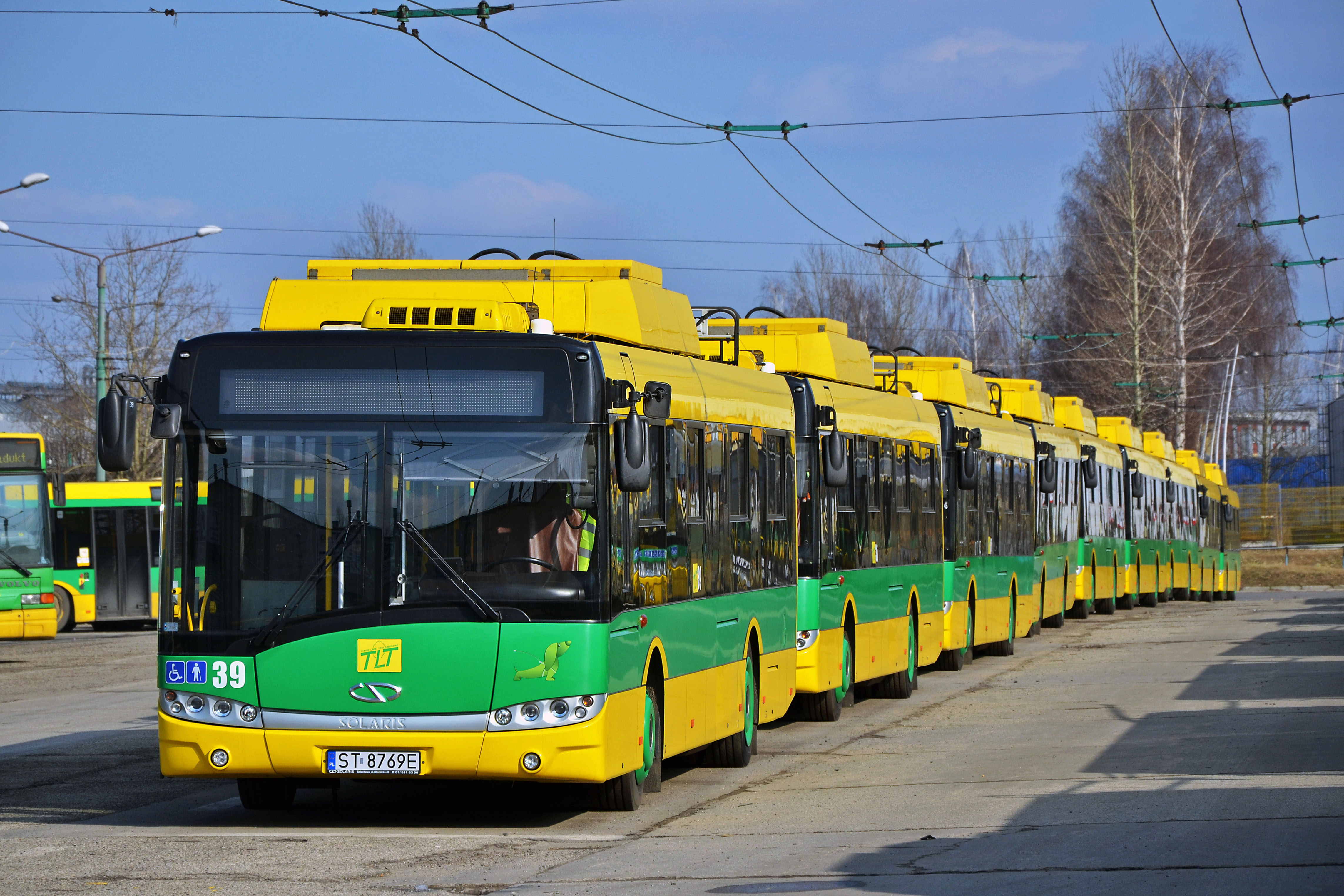
Xe điện ở bãi đậu

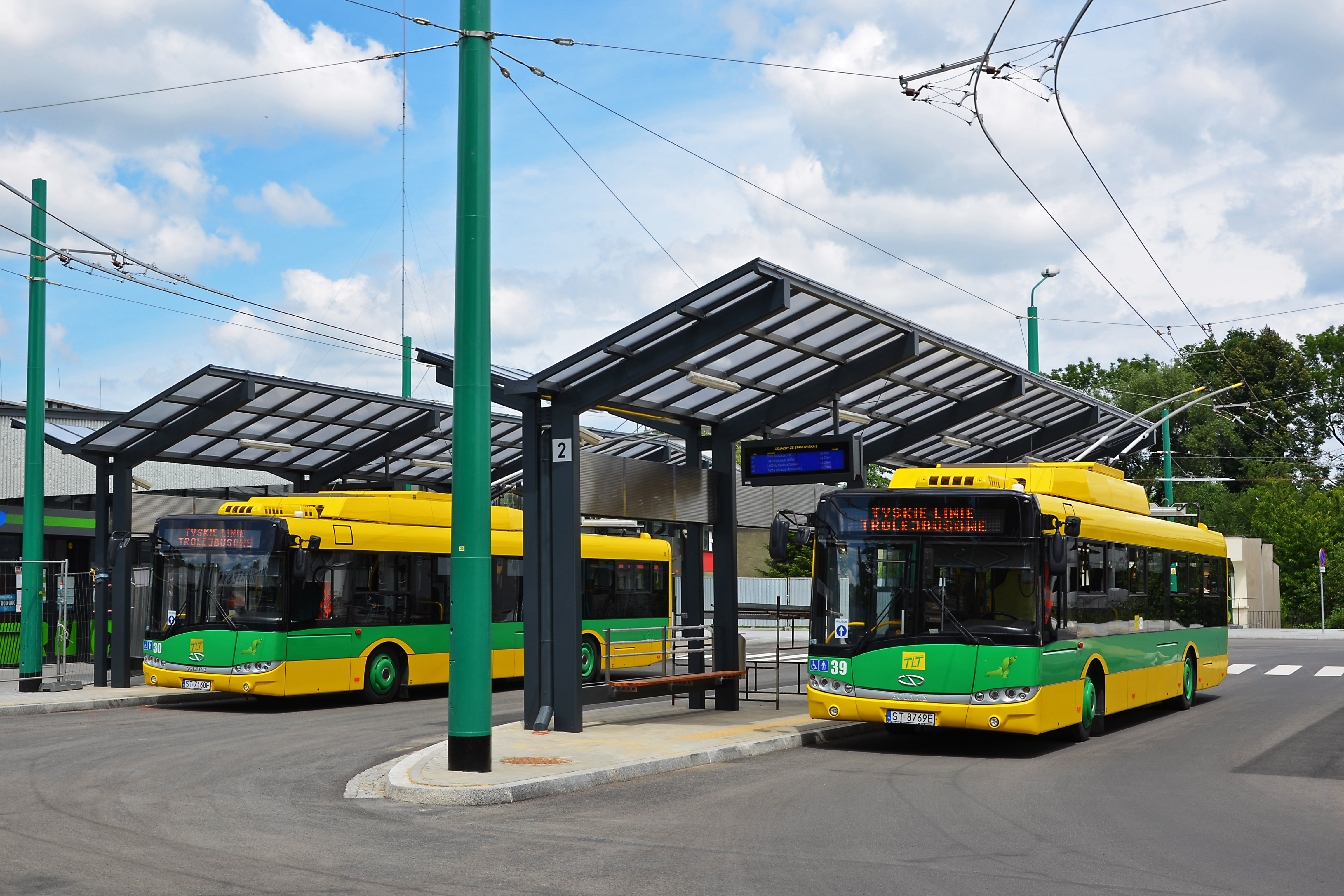
Hai Solaris Trollino 12MB tại ga đường sắt Tychy

Xe điện ở Tychy phục vụ thành phố Tychy, Ba Lan. Đây là một trong ba hệ thống xe điện bánh hơi duy nhất còn hoạt động ở Ba Lan và được khai trương vào ngày 1 tháng 10 năm 1982. Hiện tại đội tàu vận hành độc quyền 21 xe điện tầng thấp Solaris Trollino 12. Trong quá khứ cũng có ZIU-9, Jelcz PR110E và Jelcz 120MT đã được sử dụng.
Lực kéo được cung cấp bởi hai trạm biến áp lực kéo (2 × 800 kW và 3 × 800 kw). Hệ thống dây trên không có tiết diện 12   mm² và nó treo 5,8 đến 6,2 m trên đường phố.

## Line
Sáu line  của hệ thống xe điện bánh hơi Tychy hiện tại như sau: 
| Line | Tuyến đường |
| ---- | --- |
| A    | Nexteer - Tgill - Paprocańska - Piłsudskiego - Szkoła 35 - Skałka - Os. K - Os. R - Stoczniowców - Harcinka - Hotelowiec - E.LECLERC - Andersa - Dw.PKP T-bus Xe buýt Dw.PKP - Ruch - Carboautomatyka - E.LECLERC - Hotelowiec Begonii - Harcerka - Stoczniowców - Os. R - Os. K - Skałka - Hale Targowe "Centrum" - Szkoła 35 - Piłsudskiego - Paprocańska - Tedom - Nexteer - Adex - ISUZU - Przemysłowa - Mera - Skała - Almi - Nexteer |
| B    | Xe buýt Paprocany Pętla - Paprocany Dymarek - Os. T - Os. O - Lodowisko - Szpital Wojewódzki - Filaretów - Edukacji - Technikum - Bielska - Hotelowiec - E.LECLERC - Andersa - Dw.PKP T-bus Xe buýt Dw.PKP - Ruch - Carboautomatyka - E.LECLERC - Hotelowiec - Stadion - Technikum - Edukacji - Filaretów - Szpital Wojewódzki - Lodowisko - Os. O - Os. T - Paprocany Dymarek - Xe buýt Paprocany Pętla                                   |
| C    | Nexteer - Tgill - Paprocańska - Piłsudskiego - Szkoła 35 - Dmowskiego - Al. Jana Pawła II - wakowska - Harcinka - Hotelowiec - E.LECLERC - Andersa - Dw.PKP T-bus Xe buýt Dw.PKP - Ruch - Carboautomatyka - E.LECLERC - Hotelowiec Begonii - Harcerka - wakowska - Al. Jana Pawła II - Dmowskiego - Hale Targowe "Centrum" - Szkoła 35 - Piłsudskiego - Paprocańska - Tedom - Nexteer - Adex - ISUZU - Przemysłowa - Mera - Skał           |
| D    | Nexteer - Tgill - Paprocańska - Os. O - Lodowisko - Szpital Wojewódzki - Filaretów - Edukacji - Technikum - Bielska - Hotelowiec - E.LECLERC - Andersa - Dw.PKP T-bus Xe buýt Dw.PKP - Ruch - Carboautomatyka - E.LECLERC - Hotelowiec - Stadion - Technikum - Edukacji - Filaretów - Szpital Wojewódzki - Lodowisko - Os. O - Paprocańska - Tgill - Nexteer - Adex - ISUZU - Przemysłowa - Mera - Skała - Almi - Nexteer                  |
| E    | Xe buýt Paprocany Pętla - Paprocany Dymarek - Os. T - Os. O - Śródmieście - Tychy Miasto - Grota Roweckiego - Elfów - Technikum - Bielska - Hotelowiec - E.LECLERC - Andersa - Dw.PKP T-bus Xe buýt Dw.PKP - Ruch - Carboautomatyka - E.LECLERC - Hotelowiec - Stadion - Technikum - Elfów - Grota Roweckiego - Tychy Miasto - ródmieście - Os. O - Os. T - Paprocany Dymarek - Xe buýt Paprocany Pętla                                    |
| F    | Szpital Wojewódzki - Filaretów - Edukacji - Elfów - Roweckiego - Dmowskiego - Skałka - Osiedle K - Osiedle R - Stoczniowców - Hetmańska - Harcerska - Hotelowiec - Stadion - Pływalnia - Edukacji - Filaretów - Szpital Wojewódzki - Wpzyńskiego - Lodowisko - Osysleńkiego - Lodowisko - Osiedle O - Piłsudskiego - Hala, kéo dài, kéo dài, kéo dài, kéo dài đến hết thời gian, kéo dài O - Lodowisko - Wyszyńskiego - Szpital Wojewódzki |